# Jacqueline Alexandre
Pour les articles homonymes, voir Alexandre.
Jacqueline Alexandre, née le 27 novembre 1942, est une journaliste, animatrice de télévision et comédienne française (14e photo en partant du haut, de la page ci-dessous référencée).

## Biographie
Après des études de journalisme, elle présente en voix off Les actualités, en 1969, sur l'ORTF. Elle est speakerine à la télévision régionale de Rouen, puis au début des années 1970 comme remplaçante d'été sur la première chaîne de l'ORTF. Elle présente, dès 1974,  l’émission « L’inconnue du dimanche » . En 1979, elle est l’animatrice de Chocolats du dimanche, diffusée le dimanche après-midi sur Antenne 2, puis ce sera À nous 2, en 1983, avec le futur présentateur-vedette du Journal de 20 heures de TF1, Patrick Poivre d'Arvor.
Puis en 1987, elle quitte Antenne 2 pour FR3, où elle présente le Soir 3, le journal télévisé de la nuit. Un poste qu'elle assumera jusqu'en janvier 1989. Elle était connue pour avoir été proche des téléspectateurs. Lorsqu'elle est partie de FR3, certains ont même demandé son retour.
Elle anime et réalise de grands entretiens avec des personnalités du monde politique, cinématographiques, tout comme Richard Tripault, qui présentait à la même époque les flashs de l'après-midi. Elle réalisera par la suite de grands documentaires pour WNYC, une chaîne de télévision américaine.

## Filmographie
- 1970 : Les Amours particulières de Gérard Trembasiewicz
- 1971 : Le Retour de Sabata de Gianfranco Parolini avec Lee Van Cleef
- 1979 : Cause toujours... tu m'intéresses ! d'Édouard Molinaro
- 1980 : Touch' pas à mon biniou de Bernard Launois
- 1980 : Les Charlots contre Dracula de Jean-Pierre Desagnat